# Alicante Bouschet
Alicante Bouschet je vrsta crvenog grožđa koju su razvila dva francuska vinogradara, otac i sin. Otac je 1824. godine križao sorte Aramon i Teinturier du Cher i dobio Petit Bouschet. 1865. godine sin je križao Petit Bouschet sa sortom Greneche i tako je nastao Alicante Bouschet.
Ova sorta je vrlo plodna, i daje do 30 tona grožđa po hektaru. Iz tog razlika, grožđe nije dovoljno kvalitetno za samostalno vino, tako da se ova sorta uglavnom koristi za miješanje. Prikladna je za uzgoj u umjernoj klimi, prehladna klima uzrokuje preveliku kiselost, a pretopla nedovoljnu.
Ovo grožđe daje vrlo tamni sok, što je naslijeđe Teinturier du Cher, te ima crvenu unutrašnjost bobe i debelu kožicu.
(Moja pretpostavka je da bi i ova sorta dala vrlo dobro vino kad se urod dovljno srezao, na recimo 8 tona po hektaru. - op. aut.)

## Vanjske poveznice
- Mali podrum  Arhivirana inačica izvorne stranice od 28. rujna 2007. (Wayback Machine) - Alicante Bouschet; hrvatska vina i proizvođači